# Jewgenija Bogdanowna Bosch

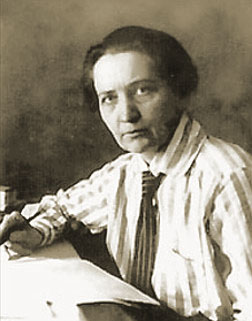
Jewgenija Bosch

Jewgenija Bogdanowna Bosch (russisch Евгения Богдановна Бош; * 22. Augustjul. / 3. September 1879greg. in Adschigiol bei Otschakow; † 5. Januar 1925 in Moskau; geborene Maisch, auch Jewgenija Gotlibowna Bosch, Patronym nach dem deutschen Namen des Vaters Gottlieb Maisch) war eine deutsch-russische Funktionärin der Sozialdemokratischen Arbeiterpartei Russlands (SDAPR).

## Leben
Boschs Vater Gottlieb Maisch, ein Chersoner Gutsbesitzer, entstammte einer deutschen Kolonisten-Familie. Die Mutter Maria (geborene Krusser) kam aus einer geadelten Familie Bessarabiens. Im Alter von 16 Jahren heiratete Jewgenija den Handwerker und Kleinunternehmer Pjotr Bosch und hatte bald mit ihm zwei Töchter. Trotzdem beendete sie ihre Ausbildung am Mädchengymnasium von Otschakow. Ende der 1890er-Jahre wurde sie mit Otschakower Sozialdemokraten bekannt und 1901 Mitglied der Partei. Nach deren II. Parteitag 1903 stand sie auf Seiten der Bolschewiki. 1907 brach sie mit der Familie, ließ sich scheiden und ging mit den Kindern und ihrer Halbschwester Jelena Rosmirowitsch (1886–1953, später Ehefrau von Nikolai Krylenko und Alexander Trojanowski, Schwiegermutter von Walerian Kuibyschew), die an der Pariser Sorbonne einen Jura-Abschluss erzielt hatte, nach Kiew, um dort Untergrundarbeit für die Partei zu leisten. 1909 wurde sie Mitglied, im Februar 1911 Vorsitzende des Kiewer Komitees (Ortsgruppe) der RSDRP.
Nach mehreren Verhaftungen, zuletzt im April 1912 und folgender einjähriger Haft wurde Jewgenija Bosch zum Verlust aller Bürgerrechte und lebenslanger Verbannung nach Sibirien verurteilt. Zusammen mit dem im gleichen Prozess verurteilten Georgi Pjatakow, der ihr auf dem Posten des Vorsitzenden des Kiewer Komitees gefolgt und im Juni 1912 verhaftet worden war, floh Bosch aus dem Verbannungsort Katschug im Gouvernement Irkutsk über Wladiwostok, Japan und die Vereinigten Staaten in die Schweiz. Pjatakow und Bosch waren später Lebenspartner.
Im Schweizer Exil waren Bosch, Pjatakow und Rosmirowitsch Mitglieder der „Baugy-Gruppe“ um Bucharin, Krylenko und Trojanowski, die auf der Berner Parteikonferenz von 1915 in verschiedenen Fragen in Opposition zur Parteiführung um Lenin stand. Im gleichen Jahr siedelten Bosch und Pjatakow über Stockholm nach Christiania über.
Nach der Februarrevolution 1917 kehrte Jewgenija Bosch nach Russland zurück und gehörte dem Kiewer Komitee der SDAPR und dem Kiewer Stadtsowjet an. Ab April 1917 war sie Vorsitzende des Gebietskomitees der SDAPR von Kiew und der Südwestregion.
Jewgenija Bosch nahm als Delegierte an der VII. Allrussischen Konferenz und dem VI. Parteitag der SDAPR teil. Den bewaffneten Aufstand gegen die Provisorische Regierung unterstützte sie und trat für die Errichtung der Sowjetmacht in Kiew, Winniza und anderen Städten ein. Im Dezember 1917 wurde sie auf dem I. Allukrainischen Sowjetkongress zum Mitglied des Zentralexekutivkomitees (ZIK) der Ukraine gewählt. Sie gehörte der ersten Sowjetregierung der Ukraine als Volkssekretärin für Innere Angelegenheiten an. Als Mitglied der Redaktion arbeitete sie bei der Zeitung Golos Sozial-Demokrata. 1918 schloss sie sich in der Frage des Friedensvertrages von Brest-Litowsk den „Linkskommunisten“ an, die jegliche Friedensverhandlungen mit den „imperialistischen Mächten“ ablehnten.
Während des Russischen Bürgerkrieges leistete sie in der Roten Arbeiter- und Bauern Armee politische Arbeit und war Mitglied des Gouvernementskomitees von Astrachan. Ab 1920 arbeitete sie in Moskau beim Zentralkomitee der Allrussischen Boden- und Forstgewerkschaft (Wserabotsemles). Ab 1923 stand sie der „Trotzkistischen Opposition“ nahe und unterzeichnete die Erklärung der 46. In diesem Zusammenhang soll sie vom Geheimdienst überwacht worden sein.
In den letzten Lebensjahren weilte Bosch, die bereits seit den 1900er-Jahren unter Tuberkulose und einer Herzkrankheit litt, zu Kuraufenthalten im Kaukasus, in Deutschland und Italien. In dieser Zeit schrieb sie das Buch God borʹby („Ein Jahr des Kampfes“), das das Revolutionsjahr 1917 in Kiew behandelt und erst nach ihrem Tod 1925 erschien, sowie eine unvollendete Autobiographie in Form von Briefen an ihre Töchter.
Jewgenija Bosch nahm sich in Anbetracht ihrer unheilbaren Krankheit 1925 in Moskau das Leben. Sie ist auf dem Nowodewitschi-Friedhof begraben.

## Werke
- Nacionalʹnoe pravitelʹstvo i Sovetskaja vlastʹ na Ukraine. Moskau, 1919 („Nationalregierung und Sowjetmacht in der Ukraine“)
- God borʹby. Moskau, 1925, 2. Aufl. 1990 („Ein Jahr des Kampfes“)